# 오델로 (1951년 영화)
《오델로》(영어: Othello)는 1951년 제작된 드라마 영화이다. 오손 웰스가 감독과 각본을 맡았으며, 셰익스피어의 동명 희곡이 영화의 원작이다. 1952 칸 영화제 황금종려상 수상작이다.

## 줄거리
이 영화는 연극의 줄거리를 충실히 따르지만, 개별 장면들을 재구성하고 순서를 바꾼다. 웰스는 일반적으로 공연 시 약 3시간 정도 걸리는 원작을 영화를 위해 90분 남짓으로 줄였다. 오프닝 장례식 장면은 원작 연극에는 없다.
영화는 오셀로와 데스데모나의 장례식으로 시작한다.
첫 번째 주요 장면은 이아고가 로드리고에게 오셀로와 데스데모나의 결혼에 대해 알려주지 않은 것에 대해 불평하는 모습을 보여준다. 로드리고는 자살을 생각하고 있지만, 이아고는 "암탉에 대한 사랑 때문에 익사하겠다고 말하기 전에, 나는 내 인간성을 개코원숭이와 바꿀 것이다"라고 말하며, 여자 때문에 자살하느니 차라리 개코원숭이가 되겠다고 말한다. 이아고는 또한 "돈을 지갑에 넣어두어라"라고 말하며 로드리고에게 모든 땅을 팔고 그 돈을 이아고에게 주라고 재촉하는데, 이아고는 그 돈을 데스데모나를 유혹하는 데 사용할 것이다.
데스데모나의 아버지 브라반티오는 이아고와 로드리고로부터 결혼 소식을 듣고 격분한다. 브라반티오는 오셀로가 그의 딸을 마법으로 유혹했다고 비난한다. 오셀로는 브라반티오에게 그것이 마법이 아니라 자신의 비극적인 이야기 때문이었다고 설득한다.
손수건을 심어 놓음으로써, 이아고는 오셀로에게 데스데모나가 카시오와 바람을 피우고 있다고 확신시킨다. 오셀로는 이전에 이아고보다 카시오를 부관으로 승진시켰는데, 이것이 이아고의 질투심을 불러일으킨다.
오셀로는 데스데모나를 목 졸라 죽인다. 이아고는 에밀리아가 데스데모나의 무죄를 주장하자 칼로 찔러 죽인다. 오셀로는 자신의 실수를 깨닫는다.

## 출연

### 주연
- 마이클 맥리아모어
- 로버트 쿠트
- 오손 웰즈

### 조연
- 수잔 클로티어
- 힐튼 에드워즈
- 니콜라스 브루스
- 마이클 로렌스
- 페이 콤톤
- 도리스 다울링
- 조셉 거튼
- 조안 폰테인

## 기타
- 원작자: 윌리엄 셰익스피어
- 미술: 알렉상드르 트로너
- 의상: 마리아 드 마테이스